# 中華民國—馬爾他關係
中華民國與馬爾他共和國於1967—1972年有官方外交關係，斷交後，目前沒有在對方首都互設具大使館功能的代表機構。對馬爾他的相關事務由駐義大利臺北代表處兼轄。

## 政治

### 外交

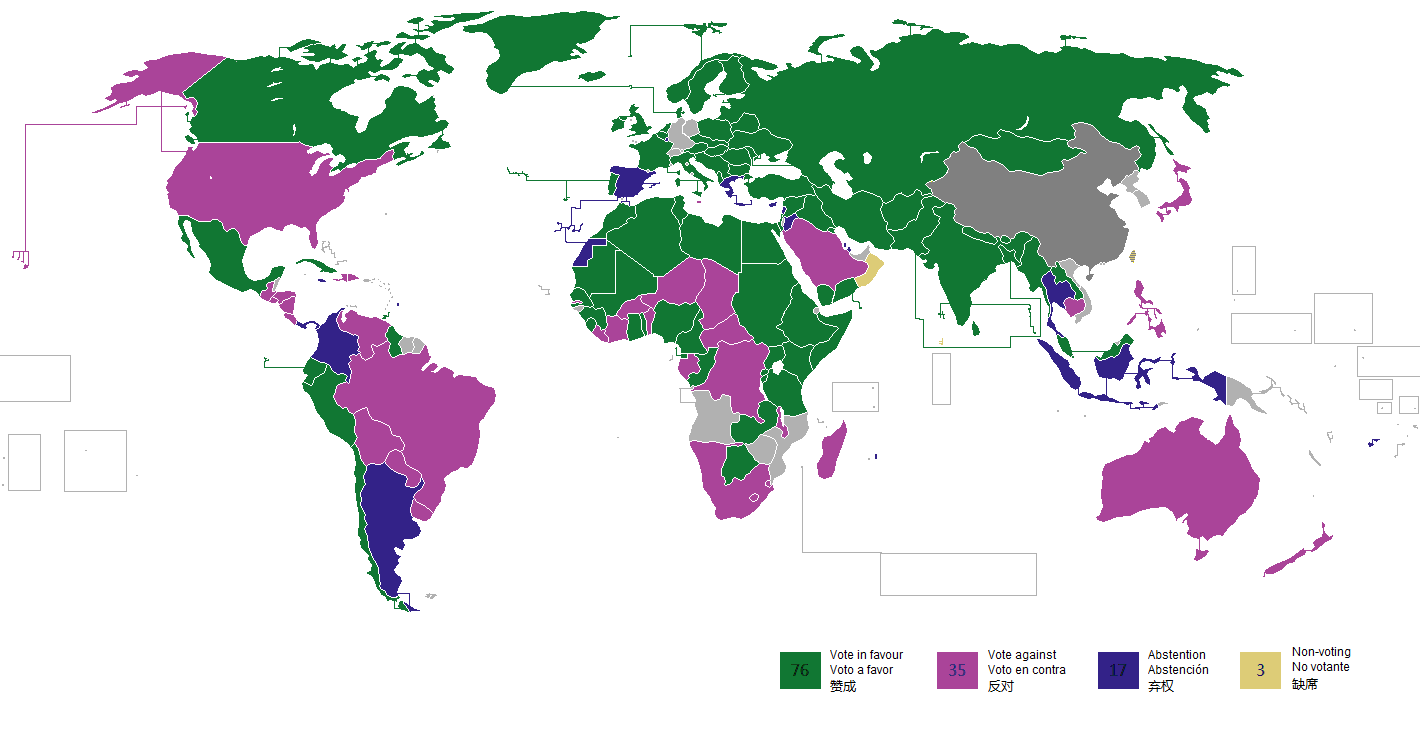
紫色國家表示在1971年的投票中支持中華民國續留聯合國，即《聯合國大會2758號決議》，其中包括馬爾他。

1967年7月19日，馬爾他與中華民國建立大使級外交關係，於首都瓦莱塔設立中華民國駐馬爾他國大使館，並派駐大使。馬爾他則未設立大使館、派駐大使。
1971年8月13日，簽署《中華民國政府與馬爾他政府獸醫合作換函》。
1971年10月25日，馬爾他支持中華民國繼續擁有中國代表權，即反對《聯合國大會第2758號決議》，是唯一投下反對票的聯合國歐洲會員國。
1972年1月31日，與中華民國斷交。2月24日，關閉大使館。

## 經濟

### 貿易
| 年分 | 貿易總額    | 貿易總額 | 貿易總額 | 出口至馬爾他 | 出口至馬爾他 | 出口至馬爾他 | 自馬爾他進口 | 自馬爾他進口 | 自馬爾他進口 | 順逆差  |
| 年分 | 金額        | 年增減   | 排名     | 金額         | 年增減       | 排名         | 金額         | 年增減       | 排名         | 順逆差  |
| ---- | ----------- | -------- | -------- | ------------ | ------------ | ------------ | ------------ | ------------ | ------------ | ------- |
| 2017 | 49,845,771  | ▲0.4%    | 103      | 31,784,211   | ▲17.3%       | 96           | 18,061,560   | ▼19.9%       | 103          | 順差▲   |
| 2018 | 40,313,860  | ▼19.1%   | 106      | 20,364,154   | ▼35.9%       | 111          | 19,949,706   | ▲10.5%       | 101          | 順差▼   |
| 2019 | 49,401,090  | ▲22.5%   | 101      | 25,735,848   | ▲26.4%       | 104          | 23,665,242   | ▲18.6%       | 94           | 順差▲   |
| 2020 | 45,193,959  | ▼8.5%    | 104      | 22,783,754   | ▼11.5%       | 105          | 22,410,205   | ▼5.3%        | 97           | 順差▼   |
| 2021 | 82,185,427  | ▲81.9%   | 98       | 49,717,097   | ▲118.2%      | 86           | 32,468,330   | ▲44.9%       | 100          | 順差▲   |
| 2022 | 117,276,959 | ▲42.7%   | 93       | 78,702,772   | ▲58.3%       | 81           | 38,574,187   | ▲18.8%       | 94           | 順差▲   |
| 2023 | 153,062,650 | ▲30.5%   | 82       | 117,368,050  | ▲49.1%       | 67           | 35,694,600   | ▼7.5%        | 95           | 順差▲   |
| 2024 | 363,007,115 | ▲137.2%  | 61       | 163,110,967  | ▲39.0%       | 53           | 199,896,148  | ▲460.0%      | 57           | 逆差 -- |

## 簽證

持中華民國護照的中華民國國民簽證要求分布圖：入境馬爾他可以「申根區免簽證」。

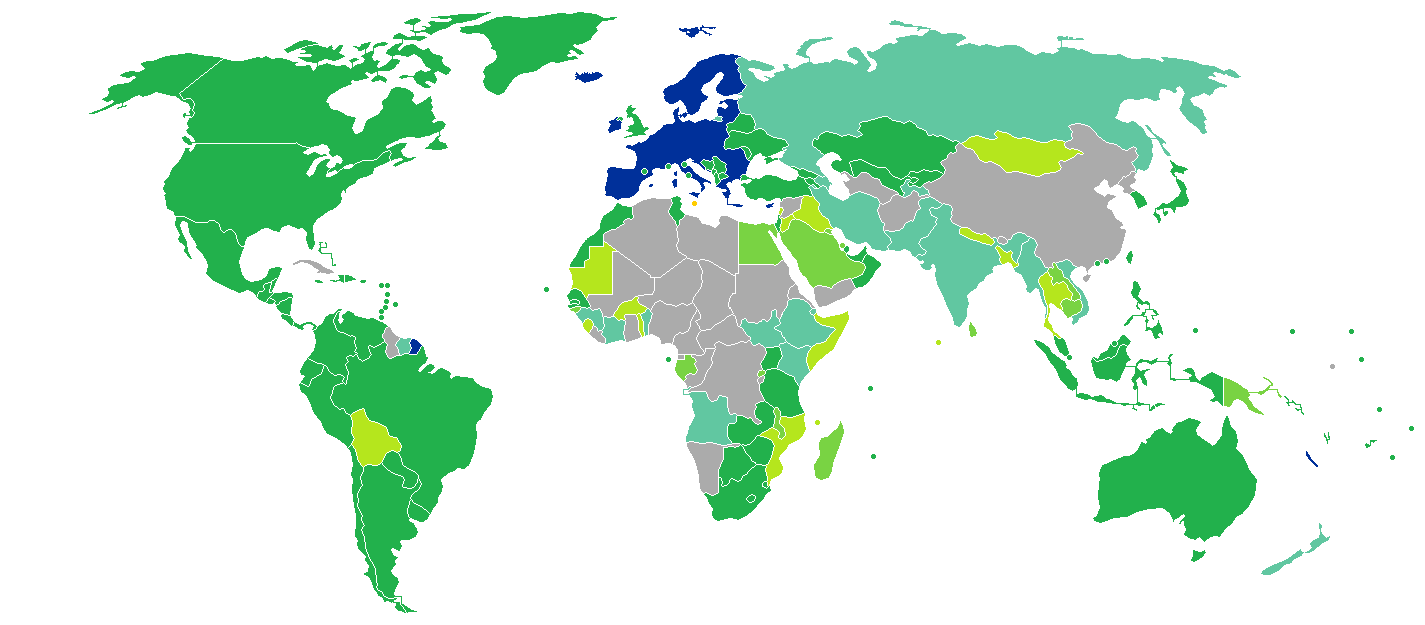
持歐盟的馬爾他護照之馬爾他國民簽證要求分布圖：入境中華民國可以免簽證。

歐洲申根區給予持有載明身分證字號的中華民國護照之中華民國國民可以申根區免簽證入境，停留日數與申根區合併計算，每6個月期間內總計可停留90天。經馬爾他轉機至申根區亦可免簽證。
馬爾他國民持有歐盟護照者也可以免簽證的方式入境中華民國，停留最多90天。

## 交通

### 航空

#### 客運
兩國無直航班機，可經由（不計航點遠近，截至2023年7月10日）：
- 臺北→杜拜、伊斯坦堡、倫敦、巴黎、羅馬、米蘭、慕尼黑、法蘭克福、阿姆斯特丹、維也納、布拉格（2023年7月18日開航臺北），再轉機前往馬爾他國際機場。[9]

## 外部連結
- 中華民國外交部－馬爾他共和國簡介 （页面存档备份，存于）
- 駐義大利台北代表處
- 外交部領事事務局－國外旅遊警示分級表
- 中華民國衛生福利部－國際旅遊疫情建議等級
- 中華民國國際經濟合作協會 （页面存档备份，存于）